# Fujio Yamamoto
Fujio Yamamoto (Prefettura di Kanagawa, 27 maggio 1966) è un ex calciatore giapponese, di ruolo difensore.
Totalizzò 27 partite nel primo livello del calcio nipponico.